# Edificio Roma
El edificio Roma o edificio Ciudad de Roma se encuentra situado en la calle Rafael Altamira número 1 de la ciudad de Alicante (España). Fue construido entre 1941 y 1942 según el proyecto del arquitecto Gabriel Penalva Asensi.
Fue construida a instancias de la empresa conservera Lloret y Llinares S.L., propiedad de la familia conocida como Centella, originaria de la localidad alicantina de Villajoyosa.
La característica más importante de este edificio son las referencias al mundo de la máquina, con su diseño aerodinámico y de trasanlántico. El uso de sus dos primeras plantas es de oficinas y comerciales y las restantes son viviendas.